# Amanece
Chansons représentant l'Espagne au Concours Eurovision de la chanson
En un mundo nuevo
(1971) Eres tú
(1973)
Amanece (« C'est l'aube ») est une chanson interprétée par le chanteur espagnol Jaime Morey sortie en 45 tours en 1972. Elle est sélectionnée pour représenter l'Espagne au Concours Eurovision de la chanson 1972 se déroulant à Édimbourg.

## À l'Eurovision

### Sélection
La chanson Amanece est sélectionnée en interne pour représenter l'Espagne au Concours Eurovision de la chanson 1972 le 25 mars dans la ville d'Édimbourg, au Royaume-Uni.

### À Édimbourg
Elle est intégralement interprétée en espagnol, langue nationale de l'Espagne, comme l'impose la règle de 1966 à 1972. L'orchestre est dirigé par le compositeur de la chanson, Augusto Algueró.
Amanece est la quatrième chanson interprétée lors de la soirée, suivant Ceol an Ghrá de Sandie Jones pour l'Irlande et précédant Beg, Steal or Borrow de The New Seekers pour le Royaume-Uni.
À la fin du vote, Amanece obtient 83 points et se classe 10e sur 18 chansons,.

## Liste des titres
| A1. | Amanece | A. Algueró, R. Arcusa |  |
| B1. | Volvera | M. Cobedo             |  |

## Classement hebdomadaire
| Classement (1972)    | Meilleure position |
| -------------------- | ------------------ |
| Espagne (El Musical) | 8                  |

## Reprises et autres versions
En 1972, le chanteur britannique Malcolm Roberts reprend la chanson en anglais sous le titre Let's Begin Again. Malcolm Roberts participera lui-même à l'Eurovision en 1985 aux côtés de Margo Verdoorn, Franck Olivier, Diane Solomon, Ireen Sheer et Chris Roberts avec la chanson Children, Kinder, Enfants.